# Foundations (Kate Nash)
Foundations è il primo grande successo di Kate Nash, primo singolo estratto da Made of Bricks, pubblicato con la Fiction Records dopo il successo di Caroline's a Victim. È il 17º singolo più venduto del 2007 nel Regno Unito. Il 15 gennaio 2008 ha cantato la canzone al The Late Late Show with Craig Ferguson.

## Video musicale
Il video di Foundations è stato diretto da Kinga Burza e si avvale dell'utilizzo della cosiddetta stop motion. Nel video viene rappresentata la vita di tutti i giorni di una giovane coppia in crisi: i due che giocano a carte, i due che dormono nel letto, i due che mangiano, la ragazza (interpretata da Kate Nash stessa) che mangia limoni (ovvia citazione dal verso della canzone che dice: "you've said I must eat so many lemons, because I am so bitter"). Il video termina con l'abbandono da parte di Nash della casa.

## Tracce
UK CD
1. "Foundations"
2. "Habanera" (Tango Version)

UK 1st 7"
1. "Foundations"
2. "Old Dances"

UK 2nd 7"
1. "Foundations"
2. "Navy Taxi"

CD Australiano
1. "Foundations"
2. "Habanera" (Tango Version)
3. "Navy Taxi"
4. "Old Dances"
5. "Foundations" (Video)

EP digitale per gli Usa
1. "Foundations"
2. "Navy Taxi"
3. "Caroline's a Victim"
4. "Habanera" (Tango Version)
5. "Foundations" (Video)

iTunes Digital Download
1. "Foundations" (Acoustic Version)

7digital Digital Download
1. "Foundations" (Metronomy Remix)

## Classifiche
| Classifica (2007) | Posizione più alta |
| ----------------- | ------------------ |
| Austria           | 38                 |
| Belgio (Fiandre)  | 12                 |
| Belgio (Vallonia) | 25                 |
| Danimarca         | 28                 |
| Germania          | 37                 |
| Irlanda           | 12                 |
| Paesi Bassi       | 49                 |
| Regno Unito       | 2                  |
| Svizzera          | 48                 |